# Ministerio de Transportes y Comunicaciones de Etiopía
El Ministerio de Transportes y Comunicaciones de Etiopía (En amárico: የኢትዮጵያ ትራንስፖርትና ኮሙዩኒኬሽን ጉዳዮች ሚኒስቴር, romanizado: ye’ītiyop’iya tiranisiporitina komuyunīkēshini gudayochi mīnīsitēri) es un departamento del poder ejecutivo del Gobierno de Etiopía. Anteriormente se lo conocía como el Ministerio de Transporte. Dagmawit Moges es el actual ministro.

## Historia
La prestación de servicios modernos de transporte surgió por primera vez durante el régimen del Emperador Menelik. Después de que el ejército invasor italiano fuera expulsado de Etiopía, se crea una oficina conocida como "Ministerio de Obras y Comunicaciones" para dirigir el servicio de transporte y comunicaciones mediante la proclama N° 1/1953 promulgada para definir los poderes y deberes de los ministerios. En 1958, el sector de comunicaciones se desvinculó de este ministerio con la orden 46/1958 y se estableció con el nombre de “Ministerio de Comunicaciones”. En 1962, se estableció el "Ministerio de Comunicaciones, Telecomunicaciones y Correos" para supervisar los servicios de transporte y comunicaciones de manera centralizada. 4 años después, se cambió el nombre a “Ministerio de Comunicación y Correos”.En 1968, adquirió su nombre actual. En 1994, se fusionó con el sector de la construcción y la energía y se denominó "Ministerio de Infraestructura" con la proclamación n.º 256/2001. Finalmente, se cambió a "Ministerio de Transportes y Comunicaciones" con la proclamación No 471/2005 en 1998

## Estructura
Luego de permanecer hasta el año 2003 el sector comunicaciones se desvinculó del Ministerio con la orden N.º 691/2003 y se estableció con el nombre de “Ministerio de Transportes” cambiado con la supervisión y coordinación de once instituciones de los sectores de transportes: 
- Ferrocarril Etíope-Yibuti (FEY).

- Empresa de Aeropuertos de Etiopía (EAE).

- Aerolíneas Etíopes (AE).

- Autoridad de Aviación Civil de Etiopía (AACE).

- Autoridad de Transporte por Carretera (ATC).

- Corporación de Ferrocarriles de Etiopía (CFE).

- Administración de Puerto Seco (APS).

- Autoridad de Asuntos Marítimos (AAM).

- Autoridad de Carreteras de Etiopía (ACE)

- Oficina de la Agencia del Fondo Vial (OAFV).

- Oficina del Fondo de Seguros (OFS).

## Poder y administración
El Ministerio de Transporte y Comunicaciones, posee, entre otras, las siguientes facultades:
- Iniciar políticas y leyes, preparar planes y presupuestos y, una vez aprobados, ejecutarlos.

- Velar por el cumplimiento de las leyes federales.

- Realizar estudios e investigaciones, recopilar, recopilar y difundir información.

- Brindar asistencia y asesoramiento a los Estados de la Región, según sea necesario.

- Celebrar contratos y convenios internacionales de conformidad con la ley.

- Dirigir y coordinar la actuación de los órganos ejecutivos a su cargo; proclamación; revisar sus estructuras orgánicas, programas de trabajo y presupuestos, y aprobar su presentación a los órganos de gobierno correspondientes.

- Supervisar las empresas públicas a su cargo y velar por que actúen como catalizadores del desarrollo.

- Presentar informes periódicos de desempeño al primer ministro y al Consejo de Ministros.

- Promover la expansión de los servicios de transporte.

- Velar por que la prestación de los servicios de transporte esté en consonancia con la estrategia de desarrollo del país y tenga una distribución regional equitativa.

- Garantizar la prestación integrada de los servicios de transporte.

- Propiciar la formación e implementación de marcos regulatorios para asegurar la prestación de servicios de transporte confiables y prudentes.

- Regular los servicios marítimos y de tránsito.

- Seguir las actividades de los Ferrocarriles Etíope-Yibuti de conformidad con el acuerdo entre los dos países.

- Velar por que las infraestructuras de transporte ya se construyan, mejoren y mantengan.